# Ezequiel Videla
Ezequiel Oscar Videla Greppi (Cosquín, Córdoba, Argentina; 15 de enero de 1988) es un exfutbolista y entrenador argentino. Jugaba de mediocampista y su último club fue Aldosivi.
Fue el director técnico interino del Racing Club en dupla con Sebastián Grazzini en el año 2023.

## Trayectoria como jugador

### Inicios e inferiores
Se inició en las inferiores del Club Tiro Federal de su pueblo natal, cuando su padre era el presidente. Pasaría a Rosario Central en la categoría 88 compartió equipo con Ángel Di María, Emiliano Vecchio, Milton Caraglio y Guillermo Burdisso; En la categoría 88 fue dejado libre, fue llamado por Hugo Galloni el DT para confirmarle que no firmaría. Pensó en dejar el fútbol. A los pocos días un técnico de Central llamó a su representante Gustavo Maneti para comunicarle que tenía 2 chances: ir a Uruguay o jugar en Defensa y Justicia. Eligiendo el primero.

### Montevideo Wanderers
Debutó profesionalmente en Montevideo Wanderers a inicios de 2009 y estuvo en ese club, hasta el primer semestre de 2010.

### San Martín (SJ)
En el segundo semestre de ese mismo año, parte a Argentina para jugar en San Martín de San Juan, equipo con el cual logró el ascenso a la Primera División del fútbol argentino, a través de la Liguilla de Promoción entre Primera División y Primera B Nacional, luego de vencer a Gimnasia y Esgrima de La Plata, equipo que tenía en sus filas a su ídolo máximo Guillermo Barros Schelotto.

### Instituto de Córdoba
En el segundo semestre de 2011, fue traspasado al club Instituto Atlético Central Córdoba, equipo con el que finalizó 3.º en la Primera B Nacional 2011/12 y con el que luego perdió la posibilidad de ascender a la Primera División del fútbol argentino tras ser derrotado por San Lorenzo de Almagro en la Promoción, perdiendo 2-0 la ida en su estadio y empatando la vuelta 1-1 como visitante.

### Universidad de Chile
El 27 de junio del 2012 se anuncia su fichaje al Club Universidad de Chile, en poco más de 1.500.000 de dólares, para afrontar el Torneo de Clausura 2012 de este año, la Copa Chile, la Copa Sudamericana, la Recopa Sudamericana y la Copa Suruga Bank.
El 16 de julio del 2012 debuta con el Club Universidad de Chile ingresando en el complemento y teniendo un correcto partido en la victoria por 5 - 2 sobre Deportes La Serena.
El 21 de noviembre del 2012 sufre una grave lesión en la rodilla izquierda al caer mal durante una disputa aérea por el balón en el encuentro de ida frente a Unión Española por los cuartos de final del Torneo de Clausura 2012. La lesión se produjo a los 34 minutos del primer tiempo.
Según el diagnóstico preliminar entregado por el cuerpo médico de Universidad de Chile, la dolencia sería una luxación de rodilla y que lo mantendría alejado de las canchas por un período de al menos 90 días.

### Racing Club
El 2 de julio de 2014 se convierte en el cuarto refuerzo de Racing Club pedido por Diego Cocca. La transferencia es por 1.200.000 de dólares y Videla firma un contrato por 3 años y medio. El 14 de diciembre de 2014 se consagra campeón e ídolo del club luego de conseguir el Campeonato de Primera División con La Academia, teniendo un papel fundamental en el equipo como volante defensivo donde su papel más recordado fue el 1-0 contra River Plate. Además, tuvo su revancha personal tras haber descendido con Colón de Santa Fe.
El 17 de marzo de 2015 convierte su primer gol en La Academia, el cuarto de su carrera. Surgió luego de un pase de Carlos Discoteca Núñez, Videla apareció solo para definir por arriba y de zurda ante la desesperada salida de Diego Penny y colocó el 2 a 0 contra Sporting Cristal, por la Copa Libertadores 2015.

### Aldosivi
El 6 de agosto de 2018 llegó libre del club Guaraní de Paraguay firmando un contrato por 1 año. Debutó el 14 de septiembre por la quinta fecha de la Superliga Argentina, arrancando el partido de titular y siendo reemplazado a los 63 minutos por Federico Gino. El 16 de abril de 2019 volvió a marcar después de cuatro años al anotar el segundo gol de su equipo en la victoria 2-0 ante Rosario Central por la Copa de la Superliga 2019. 

### Retiro
En 2019, a los 32 años, decidió poner fin a su carrera como futbolista y radicarse en su Cosquín natal.

## Trayectoria como Directo Técnico

### Inicios
En 2022 el exvolante central tendría su primera experiencia como entrenador en reemplazo de Juan Ramón Fleita, el extécnico de la Reserva que renunció a su cargo la semana pasada de octubre. La llegada del exfutbolista cordobés de 34 años sería junto a Sebastián Grazzini, otro exjugador que pasó por el conjunto de Avellaneda entre 2009 y 2010.
Ambos formarían una dupla sólida, dejarían a la reserva 3.ª en tabla viniendo de quedar prácticamente en las últimas posiciones.
Paso a interinato
Luego de la renuncia de Gago, después de haber perdido el clásico de avellaneda, Blanco pondría a cargo de la primera a la dupla como interina.
Tuvieron un paso sin mucha pena ni gloria, el objetivo para quedarse era ganar la copa de la liga 2023 pero Racing comandado por la dupla cayó en cuartos contra Rosario Central en penales. Tras la confirmación de Blanco de que no continuarían como interinos en Racing, la dupla se disolvió. La academia, luego de varios idas y vueltas, llamaría a Gustavo Costas como nuevo DT.

## Estadísticas

### Clubes
- Actualizado hasta el 12 de febrero de 2021.

| Montevideo Wanderers · Uruguay |                     |                     |     |    |    |    |    |    |     |   |
| 1.ª | 2009-10             | 24                  | 2   | -  | -  | -  | -  | 24 | 2   |   |
| Total club | Total club          | 24                  | 2   | -  | -  | -  | -  | 24 | 2   |   |
| San Martín (SJ) Argentina |                     |                     |     |    |    |    |    |    |     |   |
| 2.ª | 2010-11             | 34                  | 0   | -  | -  | -  | -  | 34 | 0   |   |
| Total club | Total club          | 34                  | 0   | -  | -  | -  | -  | 34 | 0   |   |
| Instituto Argentina |                     |                     |     |    |    |    |    |    |     |   |
| 2.ª | 2011-12             | 33                  | 1   | 0  | 0  | -  | -  | 33 | 1   |   |
| Total club | Total club          | 33                  | 1   | 0  | 0  | -  | -  | 33 | 1   |   |
| Universidad de Chile · Chile |                     |                     |     |    |    |    |    |    |     |   |
| 1.ª | 2012                | 11                  | 0   | 6  | 0  | 3  | 0  | 20 | 0   |   |
| 1.ª | 2013                | 5                   | 0   | 5  | 0  | 3  | 0  | 13 | 0   |   |
| 1.ª | 2013-14             | 4                   | 0   | 0  | 0  | -  | -  | 4  | 0   |   |
| Total club | Total club          | 20                  | 0   | 11 | 0  | 6  | 0  | 37 | 0   |   |
| Colón Argentina |                     |                     |     |    |    |    |    |    |     |   |
| 1.ª | 2013-14             | 19                  | 0   | 0  | 0  | -  | -  | 19 | 0   |   |
| Total club | Total club          | 19                  | 0   | 0  | 0  | -  | -  | 19 | 0   |   |
| Racing Club Argentina |                     |                     |     |    |    |    |    |    |     |   |
| 1.ª | 2014                | 17                  | 0   | 1  | 0  | -  | -  | 18 | 0   |   |
| 1.ª | 2015                | 13                  | 0   | 3  | 0  | 10 | 1  | 26 | 1   |   |
| 1.ª | 2016                | 4                   | 0   | 3  | 0  | 5  | 0  | 12 | 0   |   |
| 1.ª | 2016-17             | 12                  | 0   | 0  | 0  | 1  | 0  | 13 | 0   |   |
| Total club | Total club          | 46                  | 0   | 7  | 0  | 16 | 1  | 69 | 1   |   |
| Instituto Argentina |                     |                     |     |    |    |    |    |    |     |   |
| 2.ª | 2017-18             | 12                  | 0   | 1  | 0  | -  | -  | 13 | 0   |   |
| Total club | Total club          | 12                  | 0   | 1  | 0  | -  | -  | 13 | 0   |   |
| Guaraní Paraguay |                     |                     |     |    |    |    |    |    |     |   |
| 1.ª | 2018                | 14                  | 0   | 0  | 0  | -  | -  | 14 | 0   |   |
| Total club | Total club          | 14                  | 0   | 0  | 0  | -  | -  | 14 | 0   |   |
| Aldosivi Argentina |                     |                     |     |    |    |    |    |    |     |   |
| 1.ª | 2018-19             | 5                   | 0   | 5  | 1  | -  | -  | 10 | 1   |   |
| Total club | Total club          | 5                   | 0   | 5  | 1  | -  | -  | 10 | 1   |   |
| Total en su carrera | Total en su carrera | Total en su carrera | 207 | 3  | 24 | 1  | 22 | 1  | 253 | 5 |
| (1) Las copas nacionales se refiere a la Copa Argentina, a la Copa de la Superliga, a la Copa Bicentenario a la Copa Chile, a la Supercopa de Chile y a la Copa Paraguay. (2) Las copas internacionales se refiere a la Copa Libertadores y a la Copa Sudamericana. |                     |                     |     |    |    |    |    |    |     |   |

## Palmarés

### Campeonatos nacionales
| Título           | Club                 | Sede       | Año     |
| ---------------- | -------------------- | ---------- | ------- |
| Copa Chile       | Universidad de Chile | Temuco     | 2012/13 |
| Primera División | Racing Club          | Avellaneda | 2014    |